# Геј лезбејски инфо центар
Геј лезбејски инфо центар је добротворна организација за права лезбијки, хомосексуалаца и бисексуалаца у Србији. Основао га је 2009. године Предраг Аздејковић, српски новинар, блогер и писац са циљем да промовише ЛГБТ+ права кроз медије, културу и уметност, да прикупља информације о ЛГБТ+ људским правима и кршењу људских права ЛГБТ+, препознаје и промовише добре праксе у области промоције ЛГБТ+ људска права и сарађује са медијима, медијским удружењима, културним организацијама и државним институцијама.

## Тренутне активности
Регионални геј лезбејски инфо портал – ГејЕхо
ГејЕхо је регионални геј лезбејски инфо портал који покрива Хрватску, Босну и Херцеговину, Црну Гору и Србију. Формиран је 2001. године. Анализа медија за 2009. годину показала је да је ГаиЕцхо један од најчешће спомињаних сајтова у српским медијима.
Мерлинка – Међународни фестивал квир филма
У децембру 2009. године, Геј лезбејски инфо центар организовао је први Мерлинка фестивал. Фестивал је посетило пет стотина људи и приказано је десет филмова. Фестивал је био јаван, најављиван у медијима и није било инцидената. У фебруару 2010. фестивал је добио Кристалну награду за најбољи омладински пројекат у 2009.
Геј магазин Оптимист
У јулу 2011. године, Геј лезбејски инфо центар објавио је први број часописа Оптимизам, који је након првог броја промењен у Оптимист. Оптимист се сваког другог месеца штампа и бесплатно дистрибуира у геј клубовима и баровима у Србији. Часопис је такође доступан на интернету.